# John A. Thayer

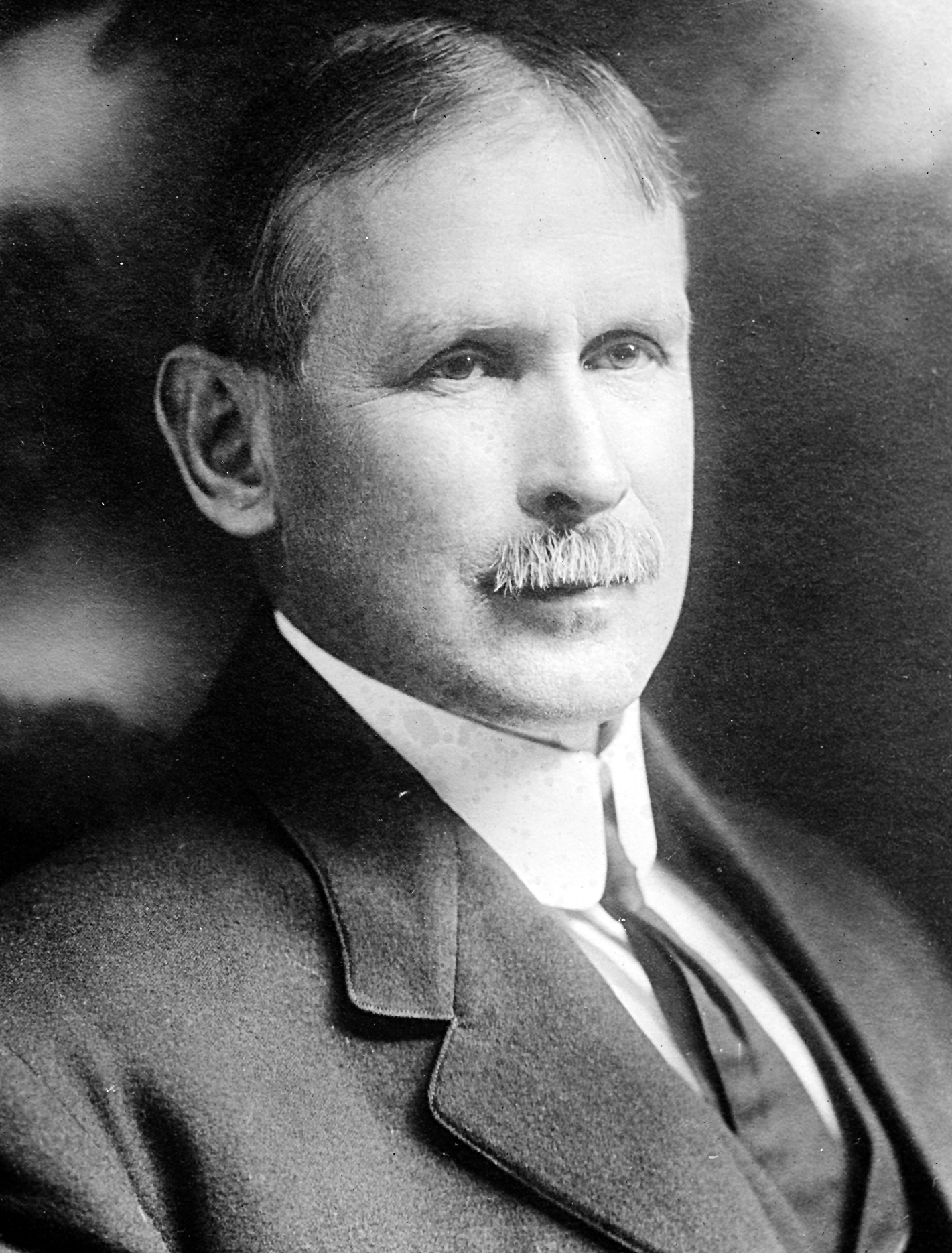
John A. Thayer

John Alden Thayer (* 22. Dezember 1857 in Worcester, Massachusetts; † 31. Juli 1917 ebenda) war ein US-amerikanischer Politiker. Zwischen 1911 und 1913 vertrat er den Bundesstaat Massachusetts im US-Repräsentantenhaus.

## Werdegang
John Thayer war der Sohn des Kongressabgeordneten Eli Thayer (1819–1899). Er besuchte die öffentlichen Schulen seiner Heimat und studierte danach bis 1879 an der Harvard University. Danach unterrichtete er zeitweise als Lehrer. Nach einem anschließenden Jurastudium am Columbia College in New York City und seiner 1889 erfolgten Zulassung als Rechtsanwalt begann er in Worcester in diesem Beruf zu arbeiten. Zwischen 1892 und 1897 war er bei der Verwaltung des Bezirksgerichts in Worcester beschäftigt. Politisch war er Mitglied der Demokratischen Partei.
Bei den Kongresswahlen des Jahres 1910 wurde Thayer im dritten Wahlbezirk von Massachusetts in das US-Repräsentantenhaus in Washington, D.C. gewählt, wo er am 4. März 1911 die Nachfolge von Charles G. Washburn antrat. Da er im Jahr 1912 nicht wiedergewählt wurde, konnte er bis zum 3. März 1913 nur eine Legislaturperiode im Kongress absolvieren. Im Jahr 1912 war er Delegierter zur Democratic National Convention in Baltimore, auf der Woodrow Wilson als Präsidentschaftskandidat nominiert wurde.
Im Jahr 1915 wurde John Thayer Posthalter in Worcester. Dieses Amt bekleidete er bis zu seinem Tod am 31. Juli 1917.